# Compagnie des Autobus de Monaco

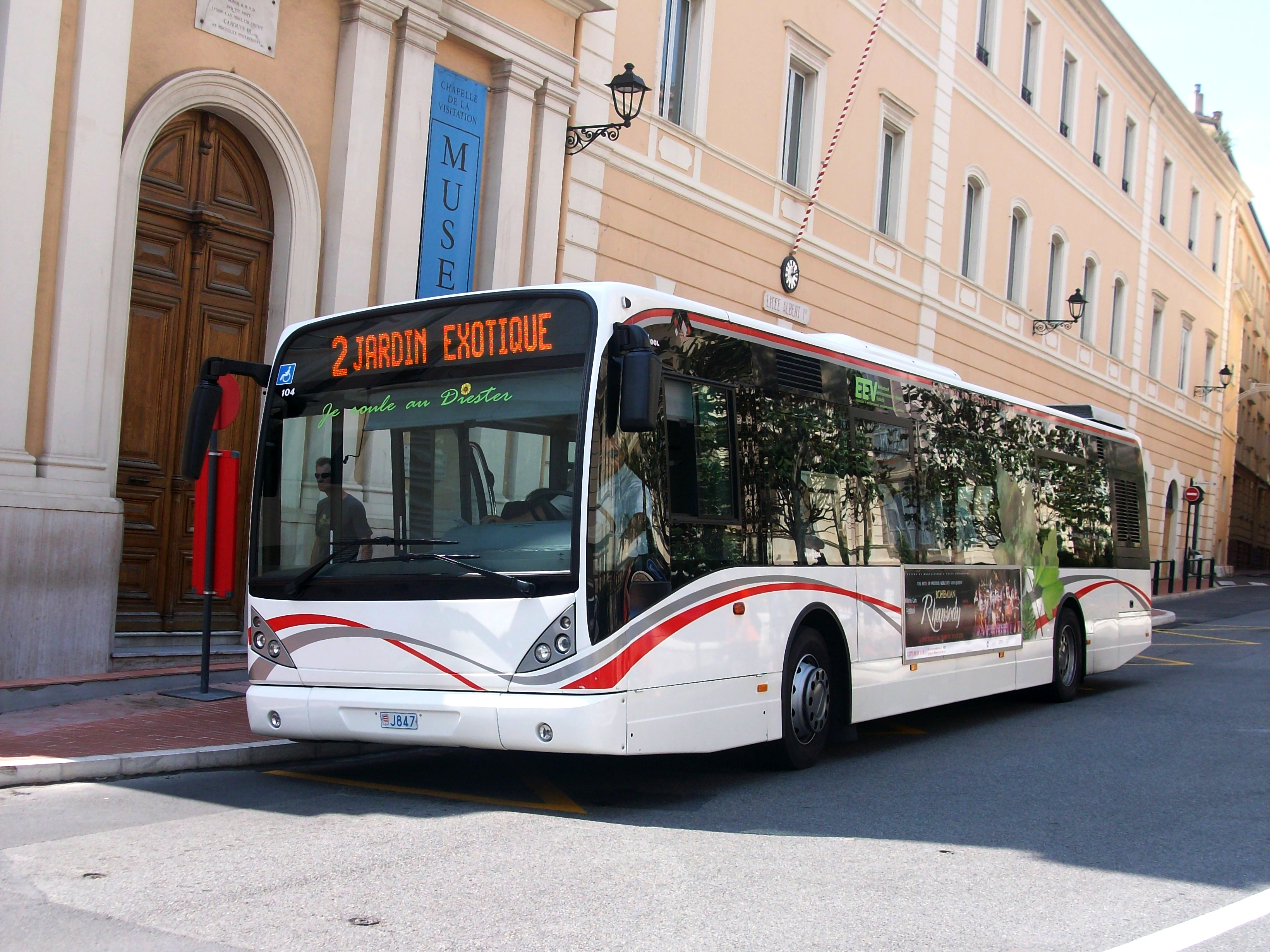
Ein Bus der Linie 2 der CAM

Die Compagnie des Autobus de Monaco (CAM) ist ein Verkehrsunternehmen für den öffentlichen Personennahverkehr im Fürstentum Monaco.

## Streckennetz
| Linie      | Verlauf                                     |
| ---------- | ------------------------------------------- |
| 1          | Monaco-Ville (le Rocher) ↔ Saint-Roman      |
| 2          | Monaco-Ville (le Rocher) ↔ Jardin Exotique  |
| 3          | Fontvieille Centre Commercial ↔ Hector Otto |
| 4          | Fontvieille Centre Commercial ↔ Saint-Roman |
| 5          | Hôpital ↔ Larvotto                          |
| 6          | Fontvieille Centre Commercial ↔ Larvotto    |
| N1         | Albert II ↔ Place des Moulins               |
| N2         | Monaco-Ville ↔ Jardin Exotique              |
| Bateau bus | Quai des États-Unis ↔ Quai Antoine 1er      |

Das Busnetz besteht aus sechs vollwertigen Linien, die von eins bis sechs durchnummeriert sind. Zudem verkehren in den späten Abendstunden und nachts die Buslinien N1 und N2 durch alle Teile des Fürstentums.
Neben den Buslinien ist seit 2008 ein Elektroboot, der Bateau bus, mit 50 Sitzplätzen im Einsatz, das den zentral gelegenen Port Hercule (Port de Monaco) überquert.